# Puig d'en Gros
El Puig d'en Gros és una muntanya de 299 metres que es troba al municipi de Llagostera, a la comarca del Gironès.